# Elias Havel
Elias Havel (16 aprile 2003) è un calciatore austriaco, attaccante dell'Hartberg in prestito dal LASK.

## Carriera

### Club
È cresciuto nei settori giovanili di Simmering, First Vienna, Austria Vienna e Salisburgo, che nel 2021 lo ha promosso nella propria squadra di riserva, il Liefering. Ha debuttato in 2. Liga il 19 febbraio nell'incontro perso 1-0 contro il Blau-Weiß Linz ed il 7 marzo ha segnato il suo primo gol contro l'Horn.
Il 27 giugno 2023 è stato acquistato a titolo definitivo dal LASK, con cui ha sottoscritto un contratto quadriennale. Il 20 giugno 2024 è passato in prestito all'Hartberg.

### Nazionale
Ha giocato con le nazionali giovanili austriache Under-15, Under-17, Under-18, Under-19 ed Under-21.

## Statistiche

### Presenze e reti nei club
Statistiche aggiornate al 17 marzo 2025.
| Stagione         | Squadra          | Campionato       | Campionato | Campionato | Coppe nazionali | Coppe nazionali | Coppe nazionali | Coppe continentali | Coppe continentali | Coppe continentali | Altre coppe | Altre coppe | Altre coppe | Totale | Totale | Totale |
| Stagione         | Squadra          | Comp             | Pres       | Reti       | Comp            | Pres            | Reti            | Comp               | Pres               | Reti               | Comp        | Pres        | Reti        | Pres   | Reti   |        |
| ---------------- | ---------------- | ---------------- | ---------- | ---------- | --------------- | --------------- | --------------- | ------------------ | ------------------ | ------------------ | ----------- | ----------- | ----------- | ------ | ------ | ------ |
| 2020-2021        | Liefering        | 2L               | 16         | 3          | -               | -               | -               | -                  | -                  | -                  | -           | -           | -           | 16     | 3      |        |
| 2021-2022        | Liefering        | 2L               | 16         | 1          | -               | -               | -               | -                  | -                  | -                  | -           | -           | -           | 16     | 1      |        |
| 2022-2023        | Liefering        | 2L               | 29         | 9          | -               | -               | -               | -                  | -                  | -                  | -           | -           | -           | 29     | 9      |        |
| Totale Liefering | Totale Liefering | Totale Liefering | 61         | 13         |                 | -               | -               |                    | -                  | -                  |             | -           | -           | 61     | 13     |        |
| 2023-2024        | LASK Amateure OÖ | RL               | 1          | 0          | -               | -               | -               | -                  | -                  | -                  | -           | -           | -           | 1      | 0      |        |
| 2023-2024        | LASK             | BL               | 19         | 2          | CA              | 1               | 0               | UEL                | 5                  | 0                  | -           | -           | -           | 25     | 2      |        |
| 2024-2025        | Hartberg         | BL               | 8          | 1          | CA              | 2               | 3               | -                  | -                  | -                  | -           | -           | -           | 10     | 4      |        |
| Totale carriera  | Totale carriera  | Totale carriera  | 89         | 16         |                 | 3               | 3               |                    | 5                  | 0                  |             | -           | -           | 97     | 19     |        |